# Болотна черепаха сицилійська
Боло́тна черепа́ха сицилі́йська (Emys trinacris) — плазун з родини Прісноводних черепах, ендемік острова Сицилія. Латинська видова назва походить від давньогрецького слова «trinacria», тобто трикутний острів, яке досі використовується в Італії для позначення Сицилії.

## Опис
Загальна довжина карапаксу цієї черепахи досягає 14,5 см. Спостерігається статевий диморфізм: самиці більші за самців. Голова помірного розміру, трохи витягнута. Карапакс гладенький, яйцеподібний, а не овальний (як у інших болотних черепах), менш опуклий, ніж у Європейської болотної черепахи. Карапакс з'єднується з пластроном рухомий зв'язкою. Надхвостові (постцентральні) щитки парні. Карапакс має світло—коричнювате або жовтувато-коричневе забарвлення. повністю жовтим пластрон. Пластрон жовтуватого кольору з маленькими дрібними темними цяточками, здебільшого на грудях, а також на стегнах.

## Спосіб життя
Полюбляє прісноводні водойми, зокрема болота, озера та річки, навіть водосховища у лісистих місцинах. Поширена на висоті до 1400 м над рівнем моря. Активна вдень, лише о спекотній порі року виходить на полювання вночі. Харчується переважно безхребетними, іноді дрібними птахами, земноводними та рибою.
Самиця відкладає у ямки на березі від 3 до 9 яєць. Інкубаційний період триває 80—90 діб. За сезон буває 1—2 кладки.

## Поширення
Ця черепаха є ендеміком острова Сицилія.